# Glaukophan
Glaukophan (IMA-Symbol Gln) ist ein eher selten vorkommendes Mineral aus der Mineralklasse der „Silikate und Germanate“ mit der chemischen Zusammensetzung ☐Na2(Mg3Al2)Si8O22(OH)2. Die in den runden Klammern angegebenen Elemente Magnesium und Aluminium können sich dabei in der Formel jeweils gegenseitig vertreten (Substitution, Diadochie), stehen jedoch immer im selben Mengenverhältnis zu den anderen Bestandteilen des Minerals. Mit dem Symbol ☐ wird angedeutet, dass dieser Strukturplatz nicht vollständig besetzt ist. Glaukophan ist damit chemisch gesehen ein Natrium-Magnesium-Aluminium-Silikat mit zusätzlichen Hydroxidionen.
Strukturell gehört Glaukophan zu den Ketten- und Bandsilikaten (Inosilikaten) und dort zur Gruppe der Alkali-Amphibole.
Glaukophan kristallisiert im monoklinen Kristallsystem, ist durchscheinend und entwickelt prismatische Kristalle, kommt aber meist in stängeligen, faserigen, körnigen oder massigen Mineral-Aggregaten vor. Seine Farbe variiert zwischen schwarzblau, graublau und lavendelblau; er kann auch einen zonaren Farbwechsel aufweisen. Auf der Strichtafel hinterlässt Glaukophan einen blaugrauen Strich. Auf unverwitterten Kristallflächen zeigt sich ein glasähnlicher Glanz.

## Etymologie und Geschichte
Benannt wurde das Mineral aufgrund seiner markanten bläulich-grauen Farbe nach den altgriechischen Wörtern Γλαύκος glaukós für funkelnd, glänzend, leuchtend, wobei der helle Glanz des Himmels, des Meeres oder des menschlichen Auges gemeint ist und in Bezug auf die Farbe einen gewissen Spielraum lässt, und φαίνω phaínō für „scheinen, erscheinen“. 
Erstmals gefunden und beschrieben wurde Glaukophan 1845 von Johann Friedrich Ludwig Hausmann. Als Typlokalität gilt die griechische Insel Syros.

## Klassifikation
Bereits in der veralteten 8. Auflage der Mineralsystematik nach Strunz gehörte der Glaukophan zur Mineralklasse der „Silikate und Germanate“ und dort zur Abteilung der „Kettensilikate und Bandsilikate (Inosilikate)“, wo er als Namensgeber die „Glaukophan-Reihe“ mit der System-Nr. VIII/D.05d und den weiteren Mitgliedern Arfvedsonit, Eckermannit, Kalium-Richterit, Katophorit, Klinoholmquistit (diskreditiert 2004), Magnesio-Arfvedsonit, Magnesio-Riebeckit, Richterit und Riebeckit innerhalb der Gruppe der „Klinoamphibole“ (VIII/D.05) bildete.
Im zuletzt 2018 überarbeiteten und aktualisierten Lapis-Mineralienverzeichnis nach Stefan Weiß, das sich aus Rücksicht auf private Sammler und institutionelle Sammlungen noch nach dieser alten Form der Systematik von Karl Hugo Strunz richtet, erhielt das Mineral die System- und Mineral-Nr. VIII/F.08-010. In der „Lapis-Systematik“ entspricht dies ebenfalls der Abteilung „Ketten- und Bandsilikate“, wo Glaukophan zusammen mit Arfvedsonit, Eckermannit, Ferri-Fluoro-Leakeit, Ferri-Leakeit, Ferri-Obertiit, Ferri-Pedrizit, Ferro-Eckermannit, Ferro-Ferri-Fluoro-Leakeit, Ferro-Ferri-Leakeit, Ferro-Ferri-Obertiit, Ferro-Ferri-Pedrizit, Ferro-Fluoro-Pedrizit, Ferro-Glaukophan, Ferro-Ferri-Nybøit, Fluoro-Leakeit, Fluoro-Nybøit, Fluoro-Pedrizit, Kalium-Ferri-Leakeit, Kalium-Arfvedsonit, Kalium-Magnesio-Fluoro-Arfvedsonit, Kalium-Mangani-Leakeit, Magnesio-Arfvedsonit, Magnesio-Fluoro-Arfvedsonit, Magnesio-Riebeckit, Mangani-Dellaventurait, Mangani-Obertiit, Mangano-Ferri-Eckermannit, Mangano-Mangani-Ungarettiit, Nybøit, Oxo-Mangani-Leakeit und Riebeckit die Gruppe der „Alkali-Amphibole“ (VIII/F.08) bildet.
Die von der International Mineralogical Association (IMA) zuletzt 2009 aktualisierte 9. Auflage der Strunz’schen Mineralsystematik ordnet den Glaukophan ebenfalls in die Abteilung der „Ketten- und Bandsilikate (Inosilikate)“ ein. Diese Abteilung ist allerdings weiter unterteilt nach der Kristallstruktur und der Zugehörigkeit zu enger verwandten Mineralfamilien, so dass das Mineral als Mitglied in der „Alkali-Klinoamphibole, Glaukophan-Eckermannit-Gruppe“ mit der System-Nr. 9.DE.25 zu finden ist.
Die vorwiegend im englischen Sprachraum gebräuchliche Systematik der Minerale nach Dana ordnet den Glaukophan in die Abteilung der „Kettensilikate: Doppelte unverzweigte Ketten, W=2“ ein. Hier gehört er zur „Gruppe 4, Natrium-Amphibole“ mit der System-Nr. 66.01.03c innerhalb der Unterabteilung „Kettensilikate: Doppelte unverzweigte Ketten, W=2 Amphibol-Konfiguration“.

## Kristallstruktur
Glaukophan kristallisiert im monoklinen Kristallsystem in der Raumgruppe C2/m (Raumgruppen-Nr. 12) mit den Gitterparametern a = 9,53 Å, b = 17,74 Å und c = 5,30 Å; β = 103,7° sowie zwei Formeleinheiten pro Elementarzelle.
Unter dem Mikroskop erscheint Glaukophan im Dünnschliff als eines der wenigen Minerale von intensiv blauer Farbe. Hierbei macht sich der starke Pleochroismus des Minerals bemerkbar, indem die Farbe bei Verwendung linear-polarisierten Lichts bei Drehung des Präparats einen extrem starken Wechsel zeigen kann. Unter gekreuzten Polarisatoren verdeckt diese intensive Eigenfarbe die Interferenzfarben weitgehend.

## Eigenschaften
Vor dem Lötrohr schmilzt Glaukophan sehr leicht, färbt sich dabei zunächst gelblichbraun und zerfließt schließlich zu einem schmutzig olivgrünen Glas. Säuren zersetzen das Mineral nur unvollkommen.

## Modifikationen und Varietäten
- Gastaldit ist ein Mischkristall zwischen Glaukophan und Aktinolith, bei dem der Aktinolithanteil überwiegt.[8]
- Crossit (1997 von der IMA diskreditiert) gilt als Zwischenglied der Reihe Glaukophan und Ferro-Glaukophan bzw. der Reihe Riebeckit oder Magnesio-Riebeckit.[12]

## Bildung und Fundorte

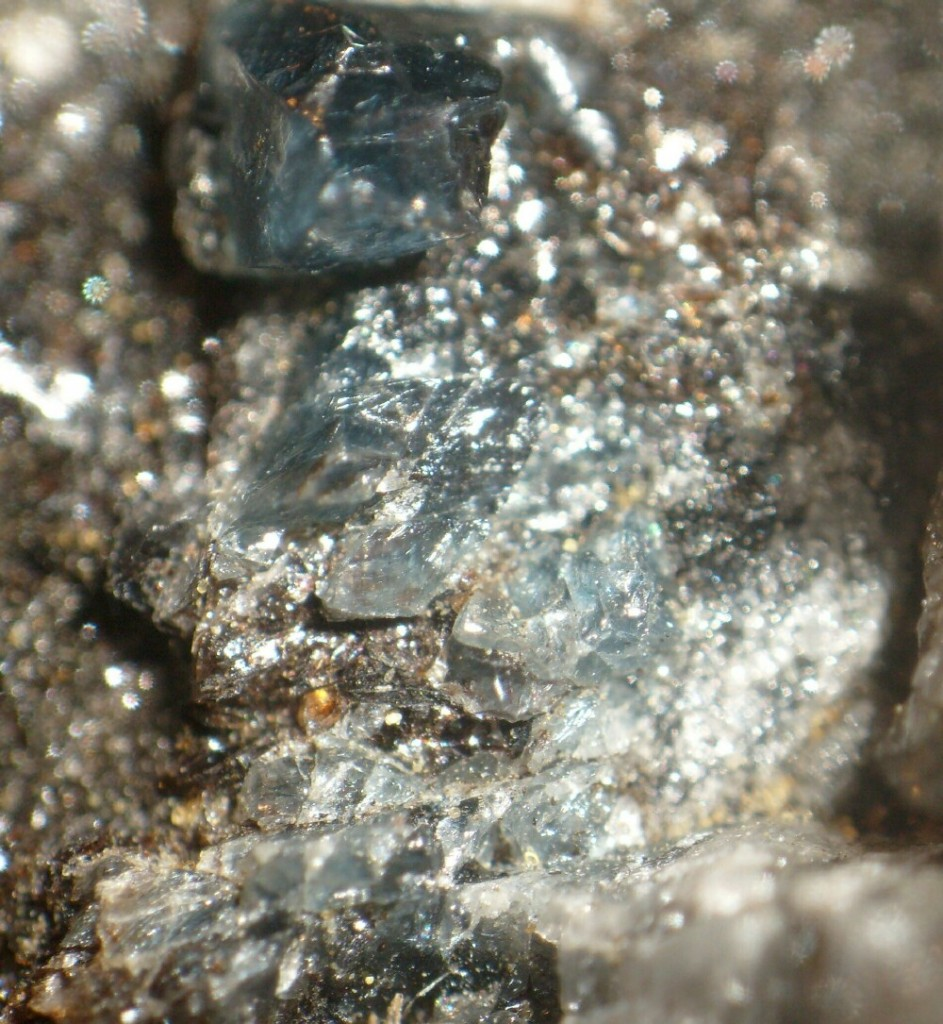
Glaukophankristalle aus dem Steinbruch Laytonville, Coastal Range, Mendocino County, Kalifornien, USA (Sichtfeld: 3,5 × 2,5 cm)

Glaukophan bildet sich als typisches Metamorphose-Mineral vorwiegend in Schiefern und Gneisen. Er ist charakteristisch für Gesteine der sogenannten Blauschieferfazies, bei der das Ausgangsgestein im Erdinnern zwar hohen Drücken, aber vergleichsweise niedrigen Temperaturen unterworfen wurde, und ist auch für die Färbung des namengebenden Blauschiefers verantwortlich. Ansonsten tritt er gelegentlich auch in Eklogiten auf. Als Begleitminerale treten unter anderem Aktinolith, Aragonit, Barroisit, Chlorit, Crossit, Cummingtonit, Epidot, Jadeit, Lawsonit, Omphacit und Pumpellyit auf.
Als eher seltene Mineralbildung kann Glaukophan an verschiedenen Fundorten zum Teil zwar reichlich vorhanden sein, insgesamt ist er aber wenig verbreitet. Als bekannt gelten bisher (Stand: 2012) rund 230 Fundorte. Neben seiner Typlokalität Syros trat das Mineral in Griechenland noch auf anderen Inseln der Kykladen sowie bei Neapoli Vion (Neapolis) in Lakonien, auf Arki in der südlichen Ägäis und Euböa in Mittelgriechenland.
In Österreich konnte das Glaukophan an mehreren Orten in Kärnten (Hohe Tauern, Villach) und Salzburg (Grabenbach) gefunden werden. Der einzige bisher bekannte Fundort in Deutschland ist Triberg im Schwarzwald und in der Schweiz fand sich das Mineral an wenigen Orten in der Gemeinde Täsch im Kanton Wallis.
Weitere Fundorte liegen unter anderem in der Antarktis, Australien, China, Ecuador, Frankreich, Guatemala, Italien, Jamaika, Japan, Kolumbien, Kuba, Madagaskar, Mazedonien, Myanmar, Neukaledonien, Norwegen, im Oman, Portugal, Rumänien, Russland, Schweden, Slowakei, Tschechien, der Türkei und den Vereinigten Staaten von Amerika.